# Archieparquía de Ternópil-Zbóriv
La archieparquía de Ternópil-Zbóriv (en latín: Archieparchia Ternopoliensis-Zborovensis y en ucraniano: Тернопільсько-Зборівська архієпархія) es una circunscripción eclesiástica de la Iglesia católica en Ucrania. Se trata de una archieparquía greco-católica ucraniana, sede metropolitana de la provincia eclesiástica de Ternópil-Zbóriv. Desde el 19 de octubre de 2006 su archieparca es Vasyl Semeniuk.

## Territorio y organización

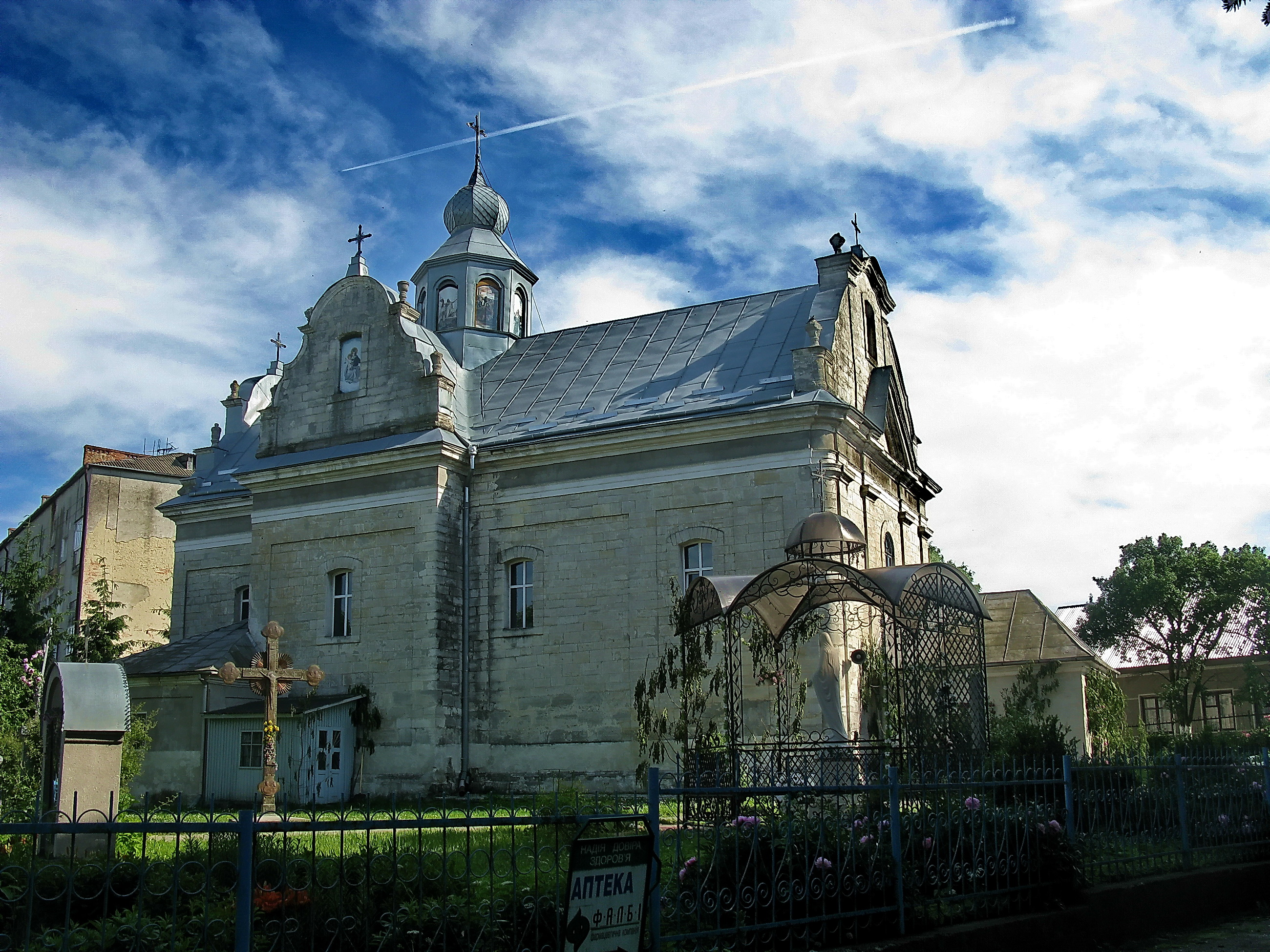
Concatedral de la Transfiguración del Señor, en Zbóriv

La archieparquía tiene 8346 km² y extiende su jurisdicción sobre los fieles católicos de bizantino residentes en la óblast de Ternópil en los raiones de Berezhanskyi, Kozova, Kremenets, Lanivtsi, Pidvolochysk, Shumsk, Terebovlya, Ternópil, Zbarazh y Zbóriv y las ciudades de Ternópil, Berezhany y Krémenets. La archieparquía se encuentra dentro del territorio propio de la archieparquía mayor de Kiev-Galitzia.
La sede de la archieparquía se encuentra en la ciudad de Ternópil, en donde se halla la Catedral de la Inmaculada Concepción de la Santa Madre de Dios. En Zbóriv se encuentra la Concatedral de la Transfiguración del Señor. En Zarvanycja se halla la basílica menor de la Madre de Dios.
La archieparquía tiene como sufragáneas a las eparquías de: Búchach y de Kamianets-Podilskyi.
En 2020 en la archieparquía existían 267 parroquias.

## Historia
Con la salida de la Iglesia greco-católica ucraniana de la clandestinidad, su Sínodo celebrado en mayo de 1992 decidió erigir cuatro nuevas eparquías con el objetivo de una atención pastoral más fructífera de los fieles. Las eparquías de Ternópil y de Zbóriv fueron erigidas el 20 de abril de 1993, separando territorio de la archieparquía de Leópolis y de la eparquía de Ivano-Frankivsk. Fue nombrado obispo de Ternópil Mychajlo Sabryha, que asumió el 17 de octubre de 1993, y de Zbóriv, Mychajlo Koltun.
Según la decisión del Sínodo de los Obispos celebrado en Búchach en agosto de 2000, el 21 de julio de 2000 la eparquía de Ternópil cedió una porción de su territorio para la erección de las eparquías de Búchach (los raiones de Borshchivskyi, Zalischyky, Monastyryska, Chortkov, Husiatyn, Búchach y Pidhaietskyi y la ciudad de Chortkov.) y de Sokal (hoy eparquía de Sokal-Zhovka); y a la vez fue unida a la eparquía de Zbóriv y asumió el nombre de eparquía de Ternópil-Zbóriv.
El 21 de noviembre de 2011 fue elevada al rango de archieparquía metropolitana.
El 11 de diciembre de 2015 cedió una porción de su territorio (la óblast de Jmelnitski) para la erección de la eparquía de Kamianets-Podilskyi.

## Estadísticas
Según el Anuario Pontificio 2021, la archieparquía tenía a fines de 2020 un total de 382 880 fieles bautizados.
| Año                                                                             | Población            | Población | Población      | Sacerdotes | Sacerdotes    | Sacerdotes    | Bautizados por sacerdote | Diáconos permanentes | Religiosos | Religiosos | Parroquias |
| Año                                                                             | Bautizados católicos | Total     | % de católicos | Total      | Clero secular | Clero regular | Bautizados por sacerdote | Diáconos permanentes | Varones    | Mujeres    | Parroquias |
| ------------------------------------------------------------------------------- | -------------------- | --------- | -------------- | ---------- | ------------- | ------------- | ------------------------ | -------------------- | ---------- | ---------- | ---------- |
| Eparquía de Ternópil                                                            |                      |           |                |            |               |               |                          |                      |            |            |            |
| 1999                                                                            | 598 100              | 995 000   | 60.1           | 225        | 199           | 26            | 2658                     |                      | 42         | 58         | 530        |
| Eparquía de Zbóriv                                                              |                      |           |                |            |               |               |                          |                      |            |            |            |
| 1999                                                                            | 375 000              | 479 334   | 78.2           | 188        | 183           | 5             | 1994                     |                      | 5          | 19         | 403        |
| Eparquía, luego archieparquía de Ternópil-Zbóriv                                |                      |           |                |            |               |               |                          |                      |            |            |            |
| 2000                                                                            | 523 400              | 824 100   | 63.5           | 249        | 237           | 12            | 2102                     | 1                    | 32         | 64         | 377        |
| 2001                                                                            | 277 830              | 396 900   | 70.0           | 201        | 185           | 16            | 1382                     | 1                    | 34         | 57         | 362        |
| 2002                                                                            | 479 052              | 760 400   | 63.0           | 223        | 202           | 21            | 2148                     | 4                    | 33         | 41         | 353        |
| 2003                                                                            | 455 613              | 759 355   | 60.0           | 232        | 210           | 22            | 1963                     | 3                    | 33         | 41         | 357        |
| 2004                                                                            | 465 610              | 760 245   | 61.2           | 235        | 211           | 24            | 1981                     | 3                    | 34         | 48         | 347        |
| 2009                                                                            | 447 350              | 740 630   | 60.4           | 299        | 269           | 30            | 1496                     | 1                    | 64         | 65         | 417        |
| 2010                                                                            | 445 000              | 737 000   | 60.4           | 307        | 277           | 30            | 1449                     | 1                    | 64         | 65         | 417        |
| 2014                                                                            | 385 000              | 636 000   | 60.5           | 296        | 263           | 33            | 1300                     | 3                    | 67         | 64         | 428        |
| 2017                                                                            | 383 900              | 631 400   | 60.8           | 300        | 281           | 19            | 1279                     | 1                    | 38         | 50         | 399        |
| 2020                                                                            | 382 880              | 629 740   | 60.8           | 318        | 284           | 34            | 1204                     | 1                    | 43         | 44         | 267        |
| Fuente: Catholic-Hierarchy, que a su vez toma los datos del Anuario Pontificio. |                      |           |                |            |               |               |                          |                      |            |            |            |

## Episcopologio

### Sede de Zbóriv
- Mychajlo Koltun, C.SS.R. (20 de abril de 1993-13 de noviembre de 1996 nombrado exarca de Kiev-Vyšhorod)
- Mychajlo Koltun, C.SS.R. (7 de noviembre de 1997-21 de julio de 2000 nombrado eparca de Sokal) (por segunda vez)

### Sede de Ternópil
- Mychajlo Sabryha, C.SS.R. † (20 de abril de 1993-21 de julio de 2000 nombrado eparca de Ternópil-Zbóriv)

### Sede de Ternópil-Zbóriv
- Mychajlo Sabryha, C.SS.R. † (21 de julio de 2000-29 de junio de 2006 falleció)
- Vasyl Semeniuk, desde el 19 de octubre de 2006